# سيباستيان ماير (لاعب كرة قدم)
سيباستيان ماير (بالألمانية: Sebastian Maier)‏ هو لاعب كرة قدم ألماني في مركز الوسط، ولد في 18 سبتمبر 1993 في لاندسهوت في ألمانيا. شارك مع منتخب ألمانيا تحت 19 سنة لكرة القدم. أما مع النوادي، فقد لعب مع ميونخ 1860 ونادي سانت باولي وهانوفر 96.

## وصلات خارجية
- سيباستيان ماير على موقع قاعدة بيانات كرة القدم.إي يو (الإنجليزية)
- سيباستيان ماير على موقع بيانات كرة القدم. دي إي (الألمانية)
- سيباستيان ماير على موقع Soccerway.com (الإنجليزية)
- سيباستيان ماير على موقع عالم كرة القدم.نت (الإنجليزية)